# سيدني لامبرت (ملحن)
سيدني لامبرت (بالفرنسية: Sidney Lambert؛ بالإنجليزية: Sidney Lambert) هو معلم موسيقى وملحن وعازف بيانو فرنسي وأمريكي، ولد في 1838، وتوفي في 1905.

## وصلات خارجية
- سيدني لامبرت على موقع ميوزك برينز (الإنجليزية)
- سيدني لامبرت على موقع ديسكوغز (الإنجليزية)